# Brescia Calcio 2009-2010
Questa pagina raccoglie le informazioni riguardanti il Brescia Calcio nelle competizioni ufficiali della stagione 2009-2010.

## Stagione
Dopo l'eliminazione ad opera del Livorno subita in finale di play-off promozione della stagione 2008-2009, il Brescia si trova a disputare il suo quinto campionato consecutivo nella serie cadetta. La stagione parte con la Coppa Italia, competizione dalla quale verrà eliminato al secondo turno dalla Reggina.
In campionato il Brescia parte bene, conquistando 10 punti nelle prime 4 giornate, per poi subire un calo culminato nella sconfitta casalinga contro il Vicenza il 3 ottobre, che porterà all'esonero del tecnico Alberto Cavasin. Viene scelto Giuseppe Iachini come nuovo allenatore.
Dopo un inizio titubante (sconfitte con Gallipoli e Cesena), il Brescia continua a faticare ed ottiene sole due vittorie nelle successive otto partite; si riprende nell'ultima parte del girone d'andata che culmina con tre vittorie nelle ultime tre partite. Il girone di ritorno si rivelerà decisamente più positivo con sole tre sconfitte nelle prime venti partite che lanciano la squadra al secondo posto in classifica ad una giornata dal termine. All'ultima giornata - in casa del Padova in lotta per la salvezza - le Rondinelle devono ottenere lo stesso risultato (o migliore) di quello del Cesena per ottenere la promozione diretta, ma il Brescia cade (sconfitta 2-1) mentre il Cesena vince a Piacenza e, superando i lombardi, ottiene la promozione diretta. Il Brescia termina il campionato al terzo posto (peraltro col maggior numero di vittorie all'attivo, 21) e si qualifica ai play-off. La prima sfida vede il Brescia opposto al Cittadella: all'andata in casa dei veneti, il Brescia riesce a vincere con un gol su colpo di testa di Mareco a tempo quasi scaduto, in una partita giocata su ritmi lenti e con poche occasioni. Al ritorno i lombardi giocano una partita difensiva cercando di conservare il risultato dell'andata, e subiscono il pressing degli avversari.
Il Brescia riesce, tuttavia, a conservare il pareggio fino al 90', quando il Cittadella trova il gol vittoria. I lombardi passano il turno in virtù della migliore posizione nella classifica regolare. La sfida finale vede il Brescia opposto al Torino. La gara d'andata giocata all'Olimpico di Torino termina 0-0 e si caratterizza per le polemiche fomentate dai padroni di casa i quali si vedono annullare un gol di Arma per un fallo sul difensore Martínez. Nei giorni successivi si sono verificate altre pesanti polemiche, legate ad una presunta bestemmia pronunciata in campo da Rolando Bianchi, inizialmente sanzionata con la squalifica poi annullata dalla Corte di Giustizia Federale. Nella partita di ritorno, disputatasi al Rigamonti, il Brescia si schiera col modulo 3-5-2 con un centrocampo folto mentre il Torino sfoggia un 3-4-1-2 con Gasbarroni dietro a due punte.
Il Torino è costretto a vincere per ottenere la promozione, mentre i lombardi hanno a disposizione due risultati su tre. La partita è giocata su ritmi alti ed è sostanzialmente equilibrata, ma i padroni di casa riescono a sfruttare al meglio lo sbilanciamento degli avversari e trovano il gol al 34' in contropiede con Possanzini. Nel secondo tempo il Torino cerca di aumentare la pressione ma il Brescia controlla bene ed al 67' raddoppia su calcio di rigore causato da Ogbonna e realizzato da Caracciolo. Dopo il raddoppio la partita diventa nervosa ed il gioco viene continuamente interrotto; all'86' il Torino trova il gol della speranza con Arma. Al Toro servirebbe un'altra rete per andare ai supplementari, ma il tempo scade: la partita si conclude sul risultato di 2-1 e decreta la promozione in Serie A del Brescia.

## Divise e sponsor
Lo sponsor tecnico per la stagione 2009-2010 è Mass, mentre lo sponsor ufficiale è UBI Banco di Brescia.
| Casa | Trasferta | Terza Divisa |

## Organigramma societario
Area direttiva
- Presidente: Luigi Corioni
- Vice Presidente: Luca Saleri
- Direttore Generale: Fabio Corioni
- Amministrazione: Rosanna Pedrollo

Area organizzativa
- Segretario generale: Maurizio Lombardo
- Team manager: Edoardo Piovani

Area comunicazione
- Responsabile area comunicazione: Silvia Corioni
- Ufficio Stampa: Stefano Gelona

Area marketing
- Ufficio marketing: Silvia Corioni

Area sanitaria
- Responsabile sanitario: Fabio De Nard
- Medico sociale: Diego Giuliani
- Massofisioterapisti: Fausto Balduzzi, Alex Maggi, Enzo Verzeletti

Area tecnica
- Allenatore: Alberto Cavasin (fino al 1º ottobre 2009), poi Giuseppe Iachini
- Allenatore in seconda: Alfredo Magni, poi Giuseppe Carillo
- Direttore sportivo: Maurizio Micheli
- Consulente tecnico: Luigi Maifredi
- Preparatori atletici: Fabrizio Tafani (dal 4 ottobre 2009), Enrique Miguel (fino al 28 marzo 2010), Alessio Squassoni
- Preparatore dei portieri: Giacomo Violini

## Rosa
| N. |                     | Ruolo | Calciatore                        |
| -- | ------------------- | ----- | --------------------------------- |
| 1  | Italia (bandiera)   | P     | Michele Arcari                    |
| 2  | Italia (bandiera)   | D     | Davide Zoboli                     |
| 3  | Uruguay (bandiera)  | D     | Walter Alberto López              |
| 4  | Polonia (bandiera)  | C     | Bartosz Salamon                   |
| 5  | Belgio (bandiera)   | C     | Omar El Kaddouri                  |
| 6  | Italia (bandiera)   | D     | Francesco Bega                    |
| 7  | Italia (bandiera)   | C     | Francesco Della Rocca             |
| 7  | Italia (bandiera)   | C     | Alessio Manzoni                   |
| 8  | Ungheria (bandiera) | C     | Ádám Vass                         |
| 9  | Italia (bandiera)   | A     | Andrea Caracciolo (vice capitano) |
| 11 | Italia (bandiera)   | A     | Riccardo Taddei                   |
| 12 | Ghana (bandiera)    | C     | Ahmed Barusso                     |
| 14 | Ungheria (bandiera) | A     | Róbert Feczesin                   |
| 14 | Italia (bandiera)   | A     | Francesco Flachi                  |
| 14 | Austria (bandiera)  | C     | Jürgen Säumel                     |
| 15 | Italia (bandiera)   | D     | Marco Zambelli                    |
| 16 | Paraguay (bandiera) | D     | Víctor Hugo Mareco                |
| 17 | Italia (bandiera)   | C     | Davide Baiocco                    |

| N. |                           | Ruolo | Calciatore                   |
| -- | ------------------------- | ----- | ---------------------------- |
| 18 | Italia (bandiera)         | A     | Davide Possanzini (capitano) |
| 19 | Italia (bandiera)         | A     | Denis Maccan                 |
| 19 | Italia (bandiera)         | C     | Alessandro Budel             |
| 20 | Italia (bandiera)         | A     | Maurizio Nassi               |
| 20 | Italia (bandiera)         | C     | Fabrizio Paghera             |
| 21 | Francia (bandiera)        | D     | Sebastian De Maio            |
| 22 | Italia (bandiera)         | P     | Sergio Viotti                |
| 23 | Italia (bandiera)         | D     | Simone Dallamano             |
| 24 | Cile (bandiera)           | C     | Nicolás Córdova              |
| 25 | Italia (bandiera)         | D     | Antonio Magli                |
| 26 | Costa Rica (bandiera)     | D     | Gilberto Martínez            |
| 27 | Ungheria (bandiera)       | A     | Roland Varga                 |
| 28 | Svizzera (bandiera)       | D     | Gaetano Berardi              |
| 30 | Italia (bandiera)         | C     | Marco Martina Rini           |
| 32 | Cecoslovacchia (bandiera) | A     | Libor Kozák                  |
| 33 | Italia (bandiera)         | D     | Andrea Rispoli               |
| 37 | Italia (bandiera)         | A     | Matteo Serlini               |
| 40 | Finlandia (bandiera)      | C     | Përparim Hetemaj             |

## Risultati

### Campionato

#### Girone di andata
| Arbitro: | Giannoccaro (Lecce) |

|          |           |  |
| Bega 37’ | Marcatori |  |

| Crotone 29 agosto 2009, ore 20:45 CEST 2ª giornata | Crotone                      | 0 – 0 referto | Brescia | Stadio Ezio Scida (Gara a porte chiuse spett.)\| Arbitro: \| Tommasi (Bassano del Grappa) \| |
| Arbitro:                                           | Tommasi (Bassano del Grappa) |               |         |                                                                                              |

| Arbitro: | Rocchi (Firenze) |

|            |           |  |
| Flachi 26’ | Marcatori |  |

| Arbitro: | Trefoloni (Siena) |

|                 |           |                                                |
| Moscardelli 64’ | Marcatori | 25’ López 39’ Barusso 69’ (rig.) A. Caracciolo |

| Arbitro: | Romeo (Verona) |

|                   |           |  |
| Antenucci 2’, 14’ | Marcatori |  |

| Arbitro: | Gava (Conegliano) |

|                                              |           |             |
| A. Caracciolo 35’ (rig.), 59’ Possanzini 67’ | Marcatori | 5’ Zampagna |

| Arbitro: | Stefanini (Prato) |

|                              |           |           |
| Pichlmann 13’ (rig.) Job 70’ | Marcatori | 78’ Kozák |

| Arbitro: | Tagliavento (Terni) |

|  |           |             |
|  | Marcatori | 52’ Sgrigna |

| Arbitro: | Celi (Campobasso) |

|  |           |          |
|  | Marcatori | 68’ Sosa |

| Arbitro: | Bergonzi (Genova) |

|                     |           |  |
| Parolo 2’ Volta 43’ | Marcatori |  |

| Arbitro: | Guida (Torre Annunziata) |

|                                                |           |             |
| Baiocco 31’ A. Caracciolo 65’ (rig.), 67’, 86’ | Marcatori | 24’ Ruopolo |

| Arbitro: | Orsato (Schio) |

|                           |           |                      |
| Locatelli 44’ Fissore 65’ | Marcatori | 19’ Bega 46’ Rispoli |

| Arbitro: | Tozzi (Ostia Lido) |

|                        |           |                       |
| A. Caracciolo 65’, 87’ | Marcatori | 45’ Testini 50’ Volpe |

| Arbitro: | De Marco (Chiavari) |

|               |           |  |
| Santoruvo 48’ | Marcatori |  |

| Arbitro: | Trefoloni (Siena) |

|             |           |  |
| Rispoli 33’ | Marcatori |  |

| Arbitro: | Celi (Campobasso) |

|                                                |           |  |
| Pagano 3’ (rig.), 19’ Cascione 74’ Lanzaro 89’ | Marcatori |  |

| Arbitro: | Valeri (Roma) |

|                        |           |                        |
| A. Caracciolo 27’, 43’ | Marcatori | 40’, 90+3’ (rig.) Éder |

| Arbitro: | Romeo (Verona) |

|                             |           |  |
| Miramontes 55’ De Falco 67’ | Marcatori |  |

| Arbitro: | Baracani (Firenze) |

|            |           |  |
| Flachi 88’ | Marcatori |  |

| Arbitro: | Saccani (Mantova) |

|            |           |                                                  |
| Soligo 27’ | Marcatori | 23’ Possanzini 30’ Vass 84’ (rig.) A. Caracciolo |

| Arbitro: | Tozzi (Ostia) |

|                                                |           |                              |
| Dallamano 19’ A. Caracciolo 51’ Possanzini 56’ | Marcatori | 52’ William Jidayi 49’ Cuffa |

#### Girone di ritorno
| Arbitro: | Pierpaoli (Firenze) |

|                      |           |                   |
| Ardemagni 85’ (rig.) | Marcatori | 46’ A. Caracciolo |

| Arbitro: | Pinzani (Empoli) |

|                                           |           |  |
| A. Caracciolo 78’ (rig.), 86’, 90’ (rig.) | Marcatori |  |

| Arbitro: | Russo (Nola) |

|                |           |                   |
| R. Bianchi 46’ | Marcatori | 20’ A. Caracciolo |

| Arbitro: | Peruzzo (Schio) |

|           |           |  |
| Kozák 36’ | Marcatori |  |

| Arbitro: | Candussio (Cervignano del Friuli) |

|                                  |           |              |
| Possanzini 63’ A. Caracciolo 68’ | Marcatori | 82’ Bernacci |

| Arbitro: | Saccani (Mantova) |

|  |           |                         |
|  | Marcatori | 11’ Vass 63’ Possanzini |

| Arbitro: | Gava (Conegliano) |

|                       |           |                            |
| Possanzini 53’, 90+5’ | Marcatori | 8’ Turati 11’, 38’ Pinilla |

| Arbitro: | Rocchi (Firenze) |

|                |           |  |
| Martinelli 14’ | Marcatori |  |

| Arbitro: | Ciampi (Roma) |

|                  |           |                           |
| E. Artistico 65’ | Marcatori | 45’ Córdova 86’ Dallamano |

| Arbitro: | Banti (Livorno) |

|  |           |           |
|  | Marcatori | 60’ Greco |

| Arbitro: | Tommasi (Bassano del Grappa) |

|             |           |             |
| Cellini 11’ | Marcatori | 16’ Córdova |

| Arbitro: | Romeo (Verona) |

|                         |           |  |
| A. Caracciolo 3’ (rig.) | Marcatori |  |

| Arbitro: | Ciampi (Benevento) |

|  |           |           |
|  | Marcatori | 83’ Kozák |

| Arbitro: | Pinzani (Empoli) |

|                                      |           |               |
| Dallamano 6’ Kozák 8’ Possanzini 62’ | Marcatori | 84’ Santoruvo |

| Arbitro: | C. Russo (Avellino) |

|                        |           |                           |
| Marilungo 2’ Corvia 8’ | Marcatori | 31’ Taddei 42’ Possanzini |

| Brescia 24 aprile 2010, ore 15:00 CEST 37ª giornata | Brescia                           | 0 – 0 referto | Reggina | Stadio Mario Rigamonti (6 500 spett.)\| Arbitro: \| Candussio (Cervignano del Friuli) \| |
| Arbitro:                                            | Candussio (Cervignano del Friuli) |               |         |                                                                                          |

| Arbitro: | Gava (Conegliano Veneto) |

|          |           |                                  |
| Éder 64’ | Marcatori | 58’ Possanzini 83’ A. Caracciolo |

| Arbitro: | Guida (Torre Annunziata) |

|                                    |           |  |
| A. Caracciolo 39’, 87’ Rispoli 82’ | Marcatori |  |

| Arbitro: | Banti (Livorno) |

|               |           |                        |
| Troiano 90+1’ | Marcatori | 45+4’ Bega 70’ Rispoli |

| Arbitro: | N. Stefanini (Prato) |

|                                          |           |  |
| A. Caracciolo 18’ Rispoli 28’ Taddei 57’ | Marcatori |  |

| Arbitro: | Tagliavento (Terni) |

|                         |           |                          |
| Di Nardo 3’ Cuffa 45+2’ | Marcatori | 76’ (rig.) A. Caracciolo |

### Play-off

#### Semifinali
| Arbitro: | Rocchi (Firenze) |

|  |           |            |
|  | Marcatori | 88’ Mareco |

| Arbitro: | Banti (Livorno) |

|  |           |             |
|  | Marcatori | 90’ Curiale |

- Brescia passa il turno in virtù della migliore posizione nella classifica regolare.

#### Finali
| Torino 9 giugno 2010, ore 20:45 CEST Andata | Torino            | 0 – 0 referto | Brescia | Stadio Olimpico di Torino\| Arbitro: \| Damato (Barletta) \| |
| Arbitro:                                    | Damato (Barletta) |               |         |                                                              |

| Arbitro: | Rizzoli (Bologna) |

|                                         |           |          |
| Possanzini 34’ A. Caracciolo 67’ (rig.) | Marcatori | 86’ Arma |

- Brescia promosso in Serie A.

### Coppa Italia
| Arbitro: | Romeo (Verona) |

|             |           |  |
| Salamon 72’ | Marcatori |  |

| Arbitro: | Pierpaoli (Firenze) |

|  |           |             |
|  | Marcatori | 26’ Brienza |

## Statistiche

### Statistiche di squadra
| Competizione | Punti | In casa | In casa | In casa | In casa | In casa | In casa | In trasferta | In trasferta | In trasferta | In trasferta | In trasferta | In trasferta | Totale | Totale | Totale | Totale | Totale | Totale |
| Competizione | Punti | G       | V       | N       | P       | Gf      | Gs      | G            | V            | N            | P            | Gf           | Gs           | G      | V      | N      | P      | Gf     | Gs     |
| ------------ | ----- | ------- | ------- | ------- | ------- | ------- | ------- | ------------ | ------------ | ------------ | ------------ | ------------ | ------------ | ------ | ------ | ------ | ------ | ------ | ------ |
| Campionato   | 72    | 21      | 14      | 3       | 4       | 36      | 17      | 21           | 7            | 5            | 8            | 24           | 27           | 42     | 21     | 9      | 12     | 60     | 44     |
| Coppa Italia |       | 2       | 1       | 0       | 1       | 1       | 1       | 0            | 0            | 0            | 0            | 0            | 0            | 2      | 1      | 0      | 1      | 1      | 1      |
| Totale       |       | 23      | 15      | 3       | 5       | 37      | 18      | 21           | 7            | 5            | 8            | 24           | 27           | 44     | 22     | 9      | 13     | 61     | 45     |